# Elecciones generales de Irlanda de 2002
Las elecciones generales irlandesas de 2002 se llevaron a cabo el 17 de mayo del mismo año después de la disolución del Dáil Éireann, la cámara baja del Parlamento irlandés, por la Presidenta de la República Mary McAleese, el 25 de abril de 2002 a petición del Taoiseach Bertie Ahern. Las elecciones eligieron la vigésima novena legislatura.
Las elecciones se desarrollaron en 42 circunscripciones y eligieron a 166 miembros del Dáil Éireann. El Fianna Fáil obtuvo una amplia mayoría mejorando el resultado de las elecciones anteriores, lo que le permitió renovar el gobierno de coalición anterior junto los Demócratas Progresistas.

## Electorado
El electorado para la elección del Dáil Éireann lo componen los ciudadanos irlandeses mayores de 18 años. La Constitución de Irlanda establece que las elecciones generales deben realizarse cada siete años, pero actualmente hay un límite legal de cinco años. El Taoiseach puede, haciendo una petición al Presidente, disolver la Dáil en cualquier momento, y convocar a elecciones generales con un plazo de treinta días.

## Análisis de los resultados
El resultado del Fianna Fáil fue considerado un éxito, quedándose a 3 escaños de la mayoría absoluta. Estos buenos resultados permitieron la renovación del gobierno de coalición junto a los Demócratas Progresistas.
El Fine Gael obtuvo unos resultados desastrosos perdiendo 23 escaños. En Dublín perdió todos los escaños salvo 3.
El Partido Laborista, quien había perdido la mitad de sus escaños en las elecciones anteriores, no logró recuperar el apoyo que se había previsto recuperando tan solo 4 escaños de los 16 que perdió.
El Partido Verde obtuvo su mejor resultado hasta la fecha, pasando de dos escaños a 6, logrando por primera vez un escaño fuera de Dublín.
El Sinn Féin tuvo unos resultados muy buenos, aumentando su apoyo en más de 70 mil votos y pasando de un único escaño a 5.
Los Demócratas Progresistas mejoraron sus resultados contrariamente a lo que se esperaba desde las encuestas. Aumentaron 4 escaños a pesar de haber recibido 10 mil votos menos respecto a las elecciones anteriores.
En total se eligieron 13 candidatos independientes.

## Resultados electorales[1]
|  | 41.48 % |

|  | 22.48 % |

|  | 10.77 % |

|  | 3.96 % |

|  | 3.85 % |

|  | 6.51 % |

|  | 0.8 % |

|  | 0,26 % |

|  | 0.22 % |

|  | 0.45 % |

|  | 9.49 % |

|  | 98.9 % |

|  | 1.1 % |

|  | 100,0 % |

|  | 62.6 % |